# Wikitaly - Censimento Italia
Wikitaly - Censimento Italia è stata una trasmissione televisiva di intrattenimento condotta da Enrico Bertolino e Miriam Leone, in onda nel 2012 su Rai 2 in seconda serata .

## Produzione
Il programma si prefigge di analizzare e capire le modifiche del nostro Paese attraverso l'analisi del censimento Istat, che ha raccolto i dati della popolazione italiana ad inizio 2012; il tutto in chiave ironica e satirica.
Al programma partecipano anche il notaio certificatore Ludovico Mannheimer ed altri personaggi rappresentativi, nello stereotipo, la nazione. Sono presenti anche rappresentanti reali dell'universo descritto dai dati analizzati e commentati. Intervengono come inviati speciali Alessandro Di Sarno e Laura Gauthier. Altri interventi comici sono di Antonio Cornacchione, Fabrizio Casalino, Paolo Migone, Simona Guarino, Paolo Scarpelli, Giovanni Cacioppo, Beppe Santomo, Antonio D'Ausilio e altri. Tra gli ospiti speciali che hanno preso parte ad alcune puntate vi sono Antonio Rezza, I soliti idioti e Paolo Villaggio.
La trasmissione nasce da un'idea di Marco Posani ed è scritto con Enrico Bertolino, Dario Baudini, Antonio De Luca, Maurizio Giambroni, Tommaso Labranca, Curzio Maltese, Enrico Nocera e Piero Passaniti. La regia è di Alessandro Baracco.